# Raymundo Fermín
Raymundo Fermín (* 15. März 1961) ist ein dominikanischer Tischtennisspieler. Er nahm an den Olympischen Spielen 1988 teil.

## Werdegang
Im Jahr 1980 gewann Raymundo Fermín Gold im Doppel mit seinem Landsmann Juan Antonio Vila bei der Lateinamerikanischen Meisterschaft. Bei den Panamerikanischen Spielen siegte er 1979 mit der dominikanischen Mannschaft, 1983 erreichte er im Doppel mit Juan Antonio Vila das Endspiel.
Er nahm am Einzel- und Doppelwettbewerb der Olympischen Spiele 1988 in Seoul teil. Im Einzel gewann er kein Spiel und verlor sieben, womit er auf dem geteilten letzten Platz 53 landete. Im Doppel gelang ihm mit Mario Álvarez ein Sieg, nach sechs Niederlagen reichte es zu Platz 25.

## Spielergebnisse
- Olympische Spiele 1988 Einzel[1]
  - Siege: -
  - Niederlagen: Erik Lindh (Schweden), Zoran Kalinić (Jugoslawien), Desmond Douglas (Großbritannien), Cláudio Kano (Brasilien), Huang Huei-chieh (Taiwan), Ashraf Helmy (Ägypten), Farjad Saif (Pakistan)
- Olympische Spiele 1988 Doppel mit Mario Álvarez[2]
  - Siege: Barry Griffiths/Peter Jackson (Neuseeland)
  - Niederlagen: Kim Ki-taik/Kim Wan (Südkorea), Desmond Douglas/Sky Andrew (Großbritannien), Chih Chin-long/Chih Chin-shui (Taiwan), Ding Yi/Gottfried Bär (Österreich), Georg Böhm/Jürgen Rebel (Bundesrepublik Deutschland), Jan-Ove Waldner/Mikael Appelgren (Schweden)

## Turnierergebnisse
| Veranstaltung               | Jahr | Ort            | Einzel         | Doppel         | Mixed     | Team |
| --------------------------- | ---- | -------------- | -------------- | -------------- | --------- | ---- |
| Latin American Championship | 1978 | Mexico City    |                | SF             |           |      |
| Latin American Championship | 1980 | Rio de Janeiro |                | Winner         |           |      |
| Olympic Games               | 1988 | Seoul          | Lost 1st stage | Lost 1st stage |           |      |
| PAN-American Games          | 1979 | San Juan       | SF             | SF             |           | 1    |
| PAN-American Games          | 1983 | Caracas        |                | Runn-up        |           |      |
| World Cup                   | 1980 | Hong Kong      | 16             |                |           |      |
| World Championship          | 1981 | Novi Sad       | Qual           | Qual           | Qual      | 45   |
| World Championship          | 1983 | Tokyo          | Scratched      | Scratched      | Scratched | 39   |